# Abierto Internacional Varonil Club Casablanca 2005
L'Abierto Internacional Varonil Club Casablanca 2005 è stato un torneo di tennis facente parte della categoria ATP Challenger Series nell'ambito dell'ATP Challenger Series 2005. Il torneo si è giocato a Città del Messico in Messico dall'11 al 17 aprile 2005 su campi in cemento.

## Vincitori

### Singolare
Amer Delić ha battuto in finale  Jeff Morrison con il punteggio di 6–4, 3–6, 6–3

### Doppio
Rajeev Ram /  Bobby Reynolds hanno battuto in finale  Rik De Voest /  Łukasz Kubot con il punteggio di 6–1, 6(7)–7, 7–6(4)